# FC Baník Ostrava
FC Baník Ostrava (zkráceně FCB, celým názvem: Football Club Baník Ostrava, a.s.) je český profesionální fotbalový klub, který sídlí v Ostravě. Ve své historii vyhrál čtyřikrát československý a český ligový titul a pětkrát domácí pohár. Tým hraje nejvyšší českou soutěž 1. českou fotbalovou ligu. Své domácí zápasy sehrává na Městském stadionu v Ostravě-Vítkovicích, který má kapacitu 15 123 diváků.
Založen byl v roce 1922 pod názvem SK Slezská Ostrava. Baník je v klubovém názvu nepřetržitě obsažen od roku 1952. Klubovými barvami jsou modrá a bílá. Největšími rivaly Baníku jsou AC Sparta Praha a Slezský FC Opava.

## Symboly

### Tradice
Název "Baník" pochází ze slovenského ekvivalentu slova "horník" a odkazuje tak na historické kořeny klubu, kdy klub byl založen horníky. Původní název "SK Slezská Ostrava" odkazoval na místo založení klubu, tedy v městské části Slezská Ostrava. Na kombinaci těchto dvou faktorů si klub zakládá svou tradici, tj. hornický klub ze Slezska. Fanoušci to také často používají při tvorbě textů pro své chorály a popěvky.

### Dresy
Své první zápasy hrávala Slezská v červeno-bílo pruhovaných dresech. Od dubna 1923 hrála s bílými dresy a modrými trenkami, které se od té doby staly tradičními klubovými barvami. Ty byly na dresech rozšířeny v letech 1998–2000 o diagonální červený pruh (Nike) a v letech 2006–2008 o oranžové rukávy a trenky, resp. oranžové límečky a lemování (Kappa). Fanoušci proti tomu vytrvale protestovali, takže se klub vždy brzy vrátil pouze k tradiční bílé a modré.
Na venkovních sadách je oproti domácí sadě obvykle prohozena bílá barva za modrou a modrá za bílou nebo je použita černá barva (opět odkazující na hornickou tradici).
Historie značky dresů
| Období      | Výrobce | Hlavní sponzor                       | Speciální logo                  |
| ----------- | ------- | ------------------------------------ | ------------------------------- |
| 1977–1980   | Adidas  | bez hlavního sponzora na dresu       |                                 |
| 1980–1992   | Puma    | bez hlavního sponzora na dresu       |                                 |
| 1992–1994   | Patrick | bez hlavního sponzora na dresu       |                                 |
| 1994–1995   | Umbro   | Radegast, OKD                        |                                 |
| 1995–1997   | Umbro   | Radegast                             |                                 |
| 1997–2000   | Nike    | Radegast, OKD                        |                                 |
| jaro 2000   | Nike    | Zlatovar, OKD                        |                                 |
| 2000–2001   | Nike    | bez hlavního sponzora na dresu       |                                 |
| 2001–2002   | Nike    | AAA Auto                             |                                 |
| jaro 2003   | Nike    | bez hlavního sponzora na dresu       |                                 |
| 2003–2004   | Alea    | Ispat Nová Huť                       |                                 |
| 2004–2005   | Reebok  | LG, Ispat Nová Huť / Mittal          |                                 |
| 2005–2006   | Reebok  | Mittal                               |                                 |
| 2006–2007   | Kappa   | Mittal                               |                                 |
| podzim 2007 | Kappa   | bez hlavního sponzora na dresu       |                                 |
| 2008–2009   | Kappa   | Fortuna                              |                                 |
| 2009–2011   | Nike    | Fortuna                              |                                 |
| jaro 2012   | Nike    | Ostrava                              | Zachraňme Baníček!!!            |
| jaro 2012   | Nike    | Ostrava, Vítkovice Machinery Group   |                                 |
| 2012–2015   | Joma    | Ostrava, Vítkovice Machinery Group   |                                 |
| jaro 2016   | Joma    | Ostrava, Krtek (NF dětské onkologie) |                                 |
| 2016–2017   | Adidas  | bez hlavního sponzora na dresu       |                                 |
| 2017–2020   | Adidas  | Ostrava, mw dias                     |                                 |
| 2020–2021   | Puma    | Ostrava, mw dias                     |                                 |
| jaro 2022   | Puma    | mw dias / TSC Group                  | výroční logo ke 100 letům klubu |
| podzim 2022 | Puma    | Fortuna, TSC Group                   | výroční logo ke 100 letům klubu |
| 2023–2024   | Puma    | Fortuna, A&V Invest                  |                                 |
| 2024–       | Macron  | Fortuna                              |                                 |

## Historie

### Vznik klubu a historie od roku 1922 do 1937
Klub vznikl 8. září 1922 jako SK Slezská Ostrava, kdy 20 signatářů podepsalo prezenční listinu v restauraci U Dubu. Signatáři, kteří podepsali prezenční listinu, však byli nemajetní horníci bydlící v kolonii Kamenec. Organizátory byli Karel Aniol, Arnošt Haberkiewicz, Petr Křižák, František Mruzek a Jaroslav Horák. Tým byl oficiálně registrovaný 14. října 1922. Prvním předsedou klubu se stal Karel Aniol. Své první zápasy hrávala Slezská v červeno-bílo pruhovaných dresech. Od dubna 1923 hrál s bílými dresy a modrými trenýrkami. Od té doby jsou to tradiční barvy klubu. K prvnímu zápasu došlo 4. března 1923, kdy SK Slezská nastoupila proti rezervě tehdy silného Slovanu Ostrava.
SK Slezská Ostrava byl tehdy chudý tým, který neměl ani své hřiště. To si obvykle půjčoval od svých městských rivalů za stokorunu. Své vlastní hřiště si otevřel na podzim roku 1925 na Kamenci. Hřiště bylo však kamenité a sotva regulérní. V roce 1934 se klubu podařilo získat pozemky ve Staré střelnici od bohatého průmyslníka Wilczka. Během léta na nich byl postaven nový stadion Stará střelnice. Mnozí lidé zde chodili bez nároku na odměnu pracovat na stavbu přímo ze směny.
SK Slezská Ostrava začala hrát roku 1923 ve III. třídě župy, což byla nejnižší soutěž. Téhož roku postoupil do divize. Trvalo to však ještě nějakou dobu než se tým dostal do nejvyšší soutěže v Československu . V roce 1934 tým postoupil do moravskoslezské divize. Ze Slezské se stal populární tým a zvedl se o něj veřejný zájem. Derby proti Slovanu Ostrava sledovalo na Staré střelnici 5 400 diváků.
V roce 1934 se klub začal věnovat placení hráčů, což ve stejném roce povolil Československý fotbalový svaz. V divizi se tým držel ve středu tabulky a čelil týmům jako byli např. SK Baťa Zlín a Polonia Karviná. V sezóně 1936–1937 Slezská divizi vyhrála a postoupila do kvalifikačního turnaje o první ligu. SK Slezská čelila několika známým týmům jako třeba DFC Prag nebo SK Čechie Karlín. Kvalifikaci se ji podařilo vyhrát a poprvé v historii postoupila do první ligy.

### Období od roku 1937 do 1952
V té době hrály v 1. československé lize týmy převážně z Prahy, které byly pokročilé ve všech směrech. Postup do nejvyšší československé ligy byl pro SK Slezská obrovský úspěch. Během své patnáctileté historie se mu podařilo postoupit z nejnižší soutěže až do nejvyšší ligy v zemi. První ligový zápas se hrál na Staré střelnici 22. srpna 1937 proti 1. ČsŠK Bratislava. Ve druhém zápase se v Praze střetl ze Spartou. Přestože ve Spartě hrála většina reprezentačních hráčů, Baník vyhrál 3:2, což byla obrovská senzace. V nejvyšší soutěži se Slezská udržela 3 roky, poté roku 1940 sestoupila do divize.
Slezská Ostrava hrála divizi až do roku 1943, kdy opět postoupila do 1. ligy. Postupem do nejvyšší soutěže se zvýšil u místních lidí zájem o fotbal. Novou hymnu Slezské složil Vladimír Brázda a na gramofonovou desku ji nazpíval Rudolf Asmus, později slavný operní pěvec, jenž působil v Národním divadle a léta byl členem berlínské Komické opery. V sezóně 1943–1944 se rapidně zvýšila domácí návštěvnost. Zápas se Slávii Praha sledovalo 33 000 lidí. Ligový ročník 1944-45 se neuskutečnil, úřady jen občas dovolily sehrát nějaké přátelské utkání. V poválečných měsících si starší fotbalisté odbývali vojenskou službu. V roce 1949 se klub vrátil do 1. ligy. Klub změnil své jméno v roce 1947 na Sokol Trojice Slezská a znovu v roce 1948 na OKD Ostrava. Nový stadion Bazaly byl otevřen 19. dubna 1959.

### Období od roku 1952 po rok 1967
V roce 1952 klub přijal název DSO Baník Ostrava. Od té doby se název příliš nezměnil. V sezóně 1954 dosáhl tehdy svého nejlepšího úspěchu, skončil druhý hned za Spartou Praha. V sezóně 1958/59 hrál Baník naposledy na Staré střelnici. Její parametry přestaly splňovat podmínky ČSTV. Hřiště nebylo travnaté, ale škvárové a to byl také důvod k jeho uzavření.
V sezóně 1965–1966 byl Baník oslaben po generační výměně. Skončil 13. a sestoupil do druhé ligy. O rok později Baník opět postoupil do 1. ligy.

### Zlatá éra (70. až 80. léta)
V sezóně 1972–1973 Baník vyhrál Československý pohár. Jako vítěz domácího poháru postoupil do Poháru vítězů pohárů. Jednalo se o první ostravské vystoupení v evropských pohárech. Tam Baník porazil v prvním kole irský Cork Hibernians FC. V druhém kole byl ale vyřazen německým 1. FC Magdeburg, pozdějším vítězem poháru. V sezóně 1974–1975 Postoupil do Poháru UEFA, kde se probojoval přes španělský Real Sociedad San Sebastian, francouzské FC Nantes a italské SSC Napoli až do čtvrtfinále, kde byl vyřazen německou Borussií Mönchengladbach.
V sezóně 1974–1975 skončil Baník v první lize až na 13. místě a příliš se nečekalo, že by dokázal nějaký zázračný výsledek v další sezóně. Pro další sezónu byl novým manažerem ostravského Baníku jmenován Pražák Jiří Rubáš. Baníku se podařilo odrazit se ze dna a v druhé polovině sezóny se stal poprvé v historii mistrem Československé ligy. Před posledním utkáním v Plzni byl Baník na druhém místě tabulky o jeden bod za Slávií Praha. Baník však vyhrál v Plzni 1:0, zatímco Slavii porazil Slovan Bratislava také 1:0. Díky těmto výsledkům se Baník mohl poprvé v historii radovat z ligového titulu. Tímto také postoupil do poháru mistrů, kde jej ve druhém kole vyřadil Bayern Mnichov, nad kterým ale vyhrál doma 2:1.
Skutečná zlatá éra v historii klubu však teprve začala, když se novým trenérem FCB stal Evžen Hadamczik. Byl to mladý a do té doby široké veřejnosti neznámý trenér bez ligové zkušenosti. V roce 1978 s ním Baník podruhé v historii vyhrál Československý pohár. V sezóně 1978–1979 skončili Ostravané druzí těsně za Duklou Praha. Od té doby Baník neprohrál 74 domácích zápasů v řadě, což znamená, že téměř pět roků nebyl na domácí půdě poražen. V této sezóně Poháru vítězů pohárů se Baník dostal až do semifinále přes Sporting Lisabon, Shamrock Rovers FC a 1. FC Magdeburg. Tam jej vyřadila Fortuna Düsseldorf.
Zlatá éra pokračovala. Nejlepší hráči jako např. Verner Lička a Rostislav Vojáček hráli pravidelně za národní tým. Jiní hráli také pro olympijský tým např.: Petr Němec, Libor Radimec, Zdeněk Šreiner a Zdeněk Rygel. V létě roku 1976 přilákal až 35 000 diváků mezinárodní souboj tehdy mistrovského Baníku s výběrem Brazílie, který ladil formu před olympijskými hrami v kanadském Montrealu. Baník zvítězil gólem z penalty, kterou proměnil Petr Slaný. Archivováno 4. 6. 2020 na Wayback Machine.
V sezóně 1979–1980 dosáhl Baník svého druhého mistrovského titulu v lize. Druhá Zbrojovka Brno na něj ztrácela 5 bodů. V další sezóně vyhrál Baník titul znovu a postoupil až do čtvrtfinále poháru UEFA. Tam ho vyřadil Bayern Mnichov. V následujících dvou sezónách Baník skončil druhý v ligové tabulce. Po sezóně 1982–1983, trenér Hadamczik odstoupil a tím symbolicky končí zlatá éra klubu.

### Konec zlaté éry (90. léta)
V následujících letech se Baník stáhl ze špičky tabulky. Prošel další generační změnou a týmu, složeným z většiny mladými hráči se v lize nedařilo. Přesto figuroval v horní části tabulky. V sezónách 1988–1989 a 1989–1990 skončil druhý v lize. V roce 1991 naposledy vyhrál Československý pohár, kdy v posledním zápase porazil Spartak Trnava 6:1. To byl na dlouhou dobu jeho poslední úspěch.

### Období od roku 2000 do 2015
Od roku 1991 se klub stále propadal. K finančním problémům se připojili i sponzoři, kteří procházeli restrukturalizací po pádu komunismu. Výsledky byly všelijaké. Nejlepším umístěním bylo třetí místo v sezoně 1993/94. Klub však bojoval o ligové přežití v období 2000/01, kdy skončil 14. v tabulce, pouhé čtyři body před sestupem.
Po dlouhém trápení však přišel úspěch v sezóně 2003/04, kdy dosáhl ligového titulu. Baník celou sezónu suverénně vedl tabulku. V této sezóně se stal nejlepším střelcem Marek Heinz s 19 vstřelenými brankami. Po této sezóně však tým prošel dramatickou změnou. Trenéra Františka Komňackého a většinu hlavních hráčů vedení Baníku prodalo: René Bolfa, Jana Laštůvku, Miroslava Matušoviče i Marka Heinze. V další sezóně skončil sedmý v lize, přesto se mu ale podařilo vyhrát Pohár ČMFS. Od té doby se Baník objevoval pravidelně v horní části ligové tabulky a skončil dvakrát na třetím místě.
Klub se i přes své sportovní úspěchy nacházel ve finančních problémech. Došlo k rozprodávání hráčského kádru, v prosinci 2011 dokonce odprodal i stadión na Bazalech. V únoru 2012 změnil klub majitele, když Tomáš Petera prodal svůj 95% podíl společnostem SMK Reality Invest (Libor Adámek), která již vlastnila Bazaly, a PAM market.
V sezóně 2011/2012 skončil Baník rovněž na 14. pozici v tabulce a vyhnul se tak sestupu na poslední chvíli. Vzhledem ke dluhům se musel klub uskromnit a trenér Radoslav Látal dostal za úkol připravit mužstvo na novou sezónu s mnohem menším finančním rozpočtem pro A tým. Klub získal dotaci od města ve výši 30 milionů korun na rekonstrukci stadionu Bazalů. Rekonstrukce hrací plochy se platila z peněz fanoušků, kteří prostřednictvím transparentního účtu Zachraňme Baníček!!! zaslali své dary.
Po sezóně 2014/2015 došlo k velké události, když se Baník přestěhoval na Městský stadion v Ostravě-Vítkovicích, kde od té doby hraje svá domácí utkání.

### Pád do druhé ligy a návrat zpět (2015 až 2017)

#### Sezóna 2015/16

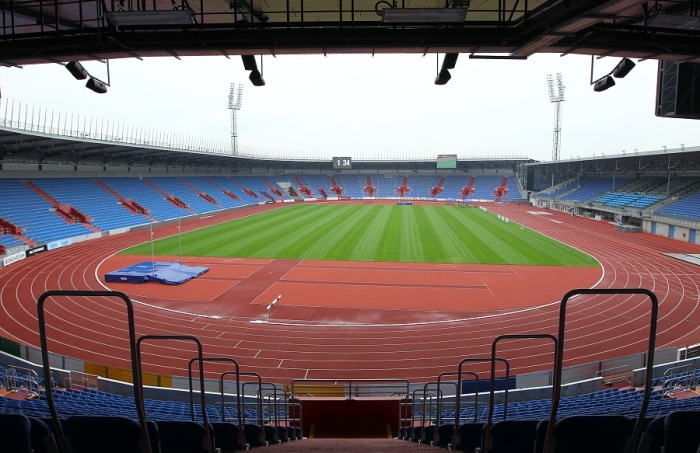
Městský stadion v Ostravě-Vítkovicích, azylový domovský stadion Baníku.

V sezoně 2015/2016 byl pro Baník konečnou v 1. české lize. Hned na začátku sezony opustilo tým několik hráčů základní jedenáctky (např. Michal Frydrych, který zamířil do Slavie Praha). Do Baníku však přišel třeba odchovanec Tomáš Mičola, který však vinou zranění odehrál v sezóně pouze 6 utkání. Celkově však oslabený tým pak na podzim získal jen 4 body a byl považován za již jistý sestupující tým. Nicméně v zimě klub přivedl na post trenéra zkušeného kouče Vlastimila Petrželu a klub převzal nový majitel Václav Brabec. Tým se sice do začátku jarní části sezony postavil na nohy s novými hráči, získal však jen dalších deset bodů, a společně se Sigmou Olomouc sestoupil do Fotbalové národní ligy.

#### Sezóna 2016/17
Sezonu 2016/2017 odehrál Baník Ostrava ve druhé lize. Hlavním cílem klubu byl okamžitý návrat do nejvyšší soutěže. I přes nevyrovnané výsledky se nakonec Baník umístil na druhém postupovém místě za Sigmou Olomouc. O postupu, na úkor Opavy, však rozhodl až výhrou proti Znojmu v posledním kole. Statisticky nejlepším střelcem se stal Alexander Jakubov, který však 10 z 11 gólů vstřelil ještě na podzim v dresu Varnsdorfu. Druhým nejlepším střelcem byl Tomáš Mičola se sedmi góly. Hlavní oporou týmu tak byl brankář Petr Vašek, který vychytal 18 nul a byl hlavním strůjcem pevné obrany Baníku, když tým obdržel pouze 20 gólů ve třiceti zápasech.
Pozitivem sezony 2016/2017 pak byla neutuchající podpora fanoušků. Dvakrát, v zápasech s Opavou a Znojmem, se dokonce podařilo vyprodat Městský stadion.

### Zpět v nejvyšší soutěži (2017 –)

#### Sezóna 2017/18
V letní pauze došlo k velkému návratu, když ostravská legenda Milan Baroš znovu oblékla modrý dres. Jako další posily přišel třeba pravý bek Lukáš Pazdera, ukrajinský stoper Oleksandr Azackyj, defenzivní štít Martin Šindelář či na hostování plzeňský útočník Tomáš Poznar. V kádru došlo však došlo i k odchodů, když v Baníku skončil lídr obrany minulé sezóny Tomáš Zápotočný či krajní záložník Karol Mondek, několika hráčům skončilo hostování v Baníku (Petr Nerad, Štefan Pekár, Tomáš Hučko, Ľubomír Urgela) a někteří hráči hostovat odešli (např. Josef Celba, Ondřej Chvěja, Matěj Helešic).
Sezónu 2017/2018 zahájil Baník slibně venkovní výhrou proti Brnu a domácí remízou s úřadujícím mistrem Slavií. Poté však přišla série nepřesvědčivých výsledků, kdy Baník prohrál všechna ostatní venkovní utkání, doma dokázal porazit pouze Karvinou a pětkrát remizovat. Baník tak měl na podzim na kontě 2 výhry, 5 remíz a 9 porážek, podzimní část sezóny tak zakončil na předposledním místě tabulky.
V zimní pauze však Baník začal výrazným způsobem posilovat, když získal celkem 8 nových posil díky přestupům – ze Zlína přišel Dame Diop, z Teplic Martin Fillo, z Mladé Boleslavi Jiří Fleišman, z Norska Christophe Psyché, ze Slavie Jan Laštůvka, z Bohemians Milan Jirásek, z Turecka Václav Procházka a ze Sparty Viktor Budinský.
Na jaře však tým pokračoval v nepřesvědčivých výkonech, což po zisku jednoho bodu ze tří utkání se Slováckem, Teplicemi a Jabloncem stálo v březnu post trenéra Radima Kučeru. Postu trenéra se ujmul bývalý trenér Zlína Bohumil Páník. Ve čtvrtfinále skončil postup Baníku v MOL Cupu, když na penalty vypadl s Mladou Boleslaví. V dalších bojích o záchranu se však Baník výkonnostně výrazně zlepšil a díky výhrám nad Jihlavou, Zlínem, Bohemians, Spartou a Zbrojovkou Brno, a také díky remízám s Plzní, Mladou Boleslaví, Libercem a Karvinou skončil nakonec na 13. místě v tabulce, bod nad pásmem sestupu.

#### Sezóna 2018/19
V letní pauze došlo k určité obměně kádru, když skončil Marek Hlinka, Tomáš Poznar, Tomáš Mičola či Dyjan Carlos de Azevedo. Naopak se vrátili bývalí hráči Baníku Patrizio Stronati a Daniel Holzer, navíc doplnění další posilou Adamem Jánošem. V zimě se pak přidal i Nemanja Kuzmanovič. V této sezoně se Baníku podařilo obsadit celkově 5. místo.

#### Sezóna 2019/20
I v této sezóně se odehrál dost pikantní přestup, tentokrát z Opavy přišel Tomáš Smola, dále pak Rudolf Reiter z Bohemians 1905 a Milan Lalkovič z Olomouce. Z hostování se vrátil Dyjan Carlos de Azevedo. Naopak na hostování odešli bratři Šašinkové (Jakub do Karviné, Ondřej na Slovácko), Oleksandr Azackyj do Zlína a Arťom Mešaninov do FK Baltika. Baník obsadil celkové 6. místo

#### Sezóna 2020/21
V této sezóně přišel do Baníku Yira Sor a Gigli Ndefe. Baník skončil celkově na 8. místě.

#### Sezóna 2021/22
Do Baníku přestoupili hráči Ladislav Almási, Jiří Klíma, Lukáš Budínský a David Lischka, na hostování přišli Ubong Ekpai, Ladislav Lakács a Dominik Janošek. Z hostování se vrátili Roman Potočný, Denis Granečný a Ondřej Chvěja. Z Baníku odešli Patrizio Stronati, Martin Fillo, Daniel Holzer, Jakub Šašinka a v únoru 2022 Yira Sor a Dyjan Carlos de Azevedo. Po základní části byl Baník na 5. místě ligové tabulky a na tomto místě zůstal i po zápasech skupiny o titul.

#### Sezóna 2022/23
Po základní části hrál Baník pouze skupinu o záchranu, kterou vyhrál a umístil se na celkovém 11. místě.

#### Sezóna 2023/24
Před sezónou odešli např. Srdjan Plavšić, Muhamed Tijani, Nemanja Kuzmanović, Jaroslav Svozil a Cadu; kariéru ukončil brankář Jan Laštůvka. Do týmu přišli Filip Kubala, Abdullahi Tanko, Patrick Kpozo, Jakub Markovič nebo Tomáš Rigo, na hostování přišli Matej Madleňák a Ewerton, z hostování se do kádru vrátili např. Ondřej Šašinka, Ondřej Chvěja nebo Gigli Ndefe. Na začátku sezóny měl Baník problémy, po pěti zápasech měl pouze 4 body. Poté se začala hra zlepšovat a i přes zakolísání (např. vypadnutí z českého poháru s později sestupujícím Zlínem) po podzimu obsadil 6. místo. I díky sérii od února do začátku dubna (5 výher ze sedmi zápasů a 16 získaných bodů) Baník upevnil svou pozici ve skupině o titul, ostatní celky totiž ztrácely body ve vzájemných zápasech (Sigma Olomouc, Slovácko, Slovan Liberec, Mladá Boleslav); po základní části držel 4. místo. V nadstavbě po třech porážkách získal Baník bod za remízu s Plzní a v posledním kole díky výhře nad Slováckem 6:0 poskočil zpět na 4. místo, zaručující 2. předkolo Konferenční ligy UEFA; do Ostravy se tak vrátily evropské poháry po 14 letech.

#### Sezóna 2024/25
V evropských pohárech se Baník zúčastnil Konferenční ligy UEFA, kdy nejdříve v 2. předkole vyřadil arménský tým FC Urartu (5:1 doma, 2:1 venku) a poté smolně vypadl ve 3. předkole s FC Kodaň (0:1 venku, 1:0 doma) po penaltovém rozstřelu (1:2).

## Historické názvy
Zdroj:
- 1922 – SK Slezská Ostrava (Sportovní klub Slezská Ostrava)
- 1945 – SK Ostrava (Sportovní klub Ostrava)
- 1948 – JTO Sokol Trojice Ostrava (Jednotná tělovýchovná organizace Sokol Trojice Ostrava)
- 1951 – JTO Sokol OKD Ostrava (Jednotná tělovýchovná organizace Sokol Ostravsko-karvinské doly Ostrava)
- 1952 – DSO Baník Ostrava (Dobrovolná sportovní organizace Baník Ostrava)
- 1961 – TJ Baník Ostrava (Tělovýchovná jednota Baník Ostrava)
- 1970 – TJ Baník Ostrava OKD (Tělovýchovná jednota Baník Ostrava Ostravsko-karvinské doly)
- 1990 – FC Baník Ostrava (Football Club Baník Ostrava, a.s.)
- 1994 – FC Baník Ostrava Tango (Football Club Baník Ostrava Tango, a.s.)
- 1995 – FC Baník Ostrava (Football Club Baník Ostrava, a.s.)
- 2003 – FC Baník Ostrava Ispat (Football Club Baník Ostrava Ispat, a.s.)
- 2005 – FC Baník Ostrava (Football Club Baník Ostrava, akciová společnost)

## Domovské stadiony
- 1922–1925: bez vlastního hřiště/stadionu
- 1925–1934: hřiště na Kamenci
- 1934–1958: stadion Stará střelnice
- 1959–2015: stadion Bazaly
- 2015–dosud: Městský stadion v Ostravě-Vítkovicích

Několik zápasů (např. z technických důvodů) Baník odehrál i na Stadionu odborářů v místech dnešního OC Futurum nebo na stadionu NH Ostrava v Zábřehu.

## Úspěchy A–týmu
| Kontinentální medaile (1) |
| - Středoevropský pohár (1× vítěz) - – TJ Baník Ostrava OKD: 1989 |
| Domácí medaile (12) |
| - Československá nejvyšší fotbalová soutěž (3× vítěz) - – TJ Baník Ostrava OKD: 1975/76, 1979/80, 1980/81 - – DSO Baník Ostrava: 1954; TJ Baník Ostrava OKD: 1978/79, 1981/82, 1982/83, 1988/89, 1989/90 - – TJ Baník Ostrava: 1962/63 - Česká nejvyšší fotbalová soutěž (1× vítěz) - – FC Baník Ostrava Ispat: 2003/04 - – FC Baník Ostrava: 1993/94, 2007/08, 2009/10, 2024/25 - Československý fotbalový pohár (3× vítěz) - – TJ Baník Ostrava OKD: 1973, 1978; FC Baník Ostrava: 1991 - Český fotbalový pohár (5× vítěz) - – TJ Baník Ostrava OKD: 1972/73, 1977/78, 1978/79; FC Baník Ostrava: 1990/91; FC Baník Ostrava Ispat: 2004/05 |

## Fanoušci

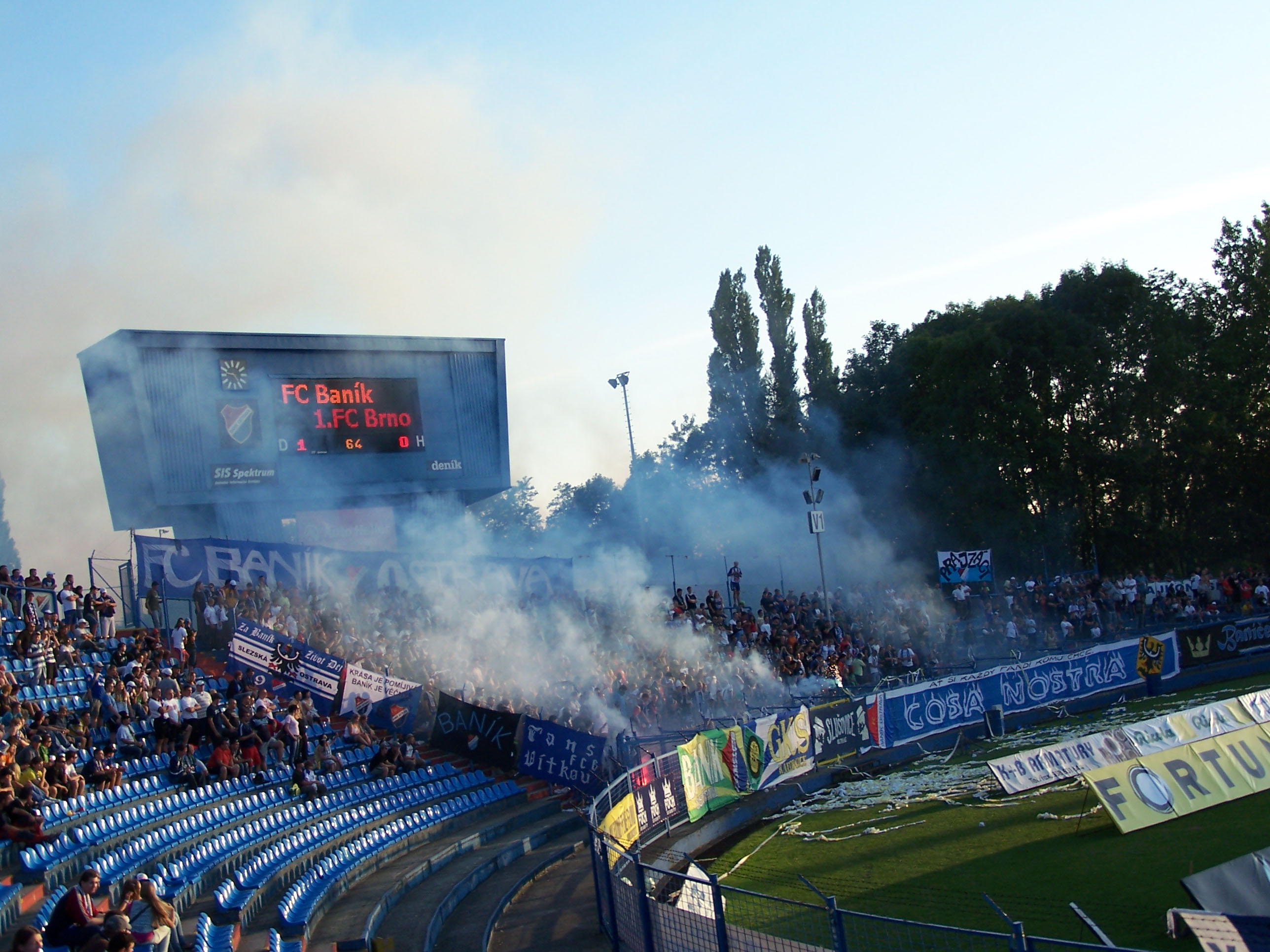
Baníkovští "chachaři" při zápasu s 1. FC Brno.

Domácí zápasy Baníku patří dlouhodobě mezi nejnavštěvovanější v zemi. Nejvyšší návštěvnost Baník zaznamenal v mistrovské sezóně 2003/04, kdy domácí zápasy průměrně navštěvovalo přes 15 tisíc diváků. Průměrná návštěvnost před pandemií covidu-19 se pohybovala okolo 10 000 diváků s výjimkou velkých utkání s rivaly nebo atraktivními kluby, na které je i dnes většinou vyprodáno, popřípadě návštěva minimálně přesahuje hranici 10 tisíc diváků. Ač číselně nejde o nejvyšší čísla, domácí zápasy Baníku jsou proslulé atraktivní a bouřlivou diváckou kulisou a samotní fanoušci Ultras Baníku se řadí mezi nejvěrnější v zemi.
Na začátku každého zápasu ostravští fanoušci, zvaní „Chachaři“, zpívají klubovou hymnu „Baníčku, my jsme s tebou“. Mezi tradiční pokřiky fandů Baníku patři „Baník, pičo!“, repertoár chorálů však čítá množství dalších popěvků a je pravidelně doplňován.
Fanoušci Baníku podnikají také výjezdy na všechny venkovní zápasy, přičemž jejich početní účast na venkovních zápasech dlouhodobě patří k vůbec těm nejlepším v Česku.
Baníkovští fanoušci se přátelí s polským GKS Katowice a v roce 2021 oslavili již 25 let této družby. V tentýž rok byla obnovena družba s příznivci Spartak Trnava.
Fanoušci Baníku mají však i určitou negativní reputaci kvůli konfliktnímu chování, rvačkách na stadionech i mimo ně, to se však týká radikálního jádra Baníku. Toto nejtvrdší jádro je také mnohdy tvořeno i polskými příznivci družebního klubu GKS Katowice.

## Přestupy

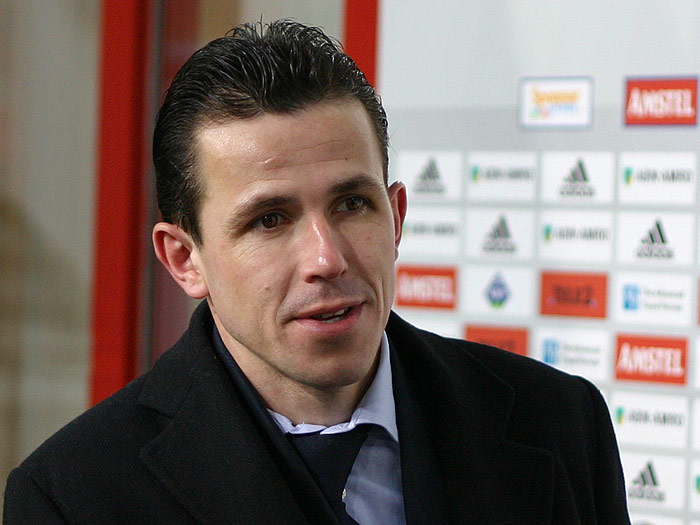
Tomáš Galásek, jeden ze známých ostravských odchovanců.

Baník patří k největším dodavatelům reprezentačních hráčů v zemi. Za posledních 15 let došlo ke stabilnímu nárůstu mladých hráčů, kteří se po odchodu pohybují v zahraničních soutěžích, ať už jde o belgickou ligu, ale i Bundesligu či Serii A.
Mezi největší přestupy patří přestup Milana Baroše do Liverpool FC za 180 milionů korun, přestup Matěje Vydry do Udinese Calcio za 100 milionů korun či transfer Václava Svěrkoše do francouzského FC Sochaux za nezveřejněnou částku (odhadem za 65 milionů korun). Po delší době se 13. července 2024 opět zrodil přestup do jedné z TOP5 lig, kdy brankář Jiří Letáček přestoupil do španělského Getafe za 2 miliony eur (50 milionů Kč). Posledními přestupy před tím byly v červenci 2010 kromě zmíněného Matěje Vydry ještě přestupy Tomáše Mičoly (750 000 eur) a Mario Ličky (250 000 eur) do francouzského Brestu
Několik hráčů přestoupilo v minulosti do týmu největšího rivala Sparty Praha, např. Tomáš Řepka, Libor Sionko, Miroslav Matušovič, Zdeněk Pospěch, Daniel Holzer a další. Fanoušci Baníku to vždy nesli velmi nelibě, obzvlášť u Miroslava Matušoviče po jeho následných omluvách sparťanskému kotli za projevenou nevraživost vůči Spartě v době, kdy ještě oblékal dres Baníku.

## Zajímavosti
- Do Baníku se vrátili jeho slavní odchovanci Václav Svěrkoš, který si po návratu do sestavy dvakrát utrhl vazy, a Marek Jankulovski, který pro stejné zranění odehrál za Baník po svém návratu pouhých 7 minut a ukončil hráčskou kariéru.[25]
- Zatím posledním slavným ostravským navrátilcem je Milan Baroš, který se po svém předchozím angažmá v FC Slovan Liberec vrátil již potřetí domů na sezóny 2017/18–2019/20.[26][27]

## Soupiska
| #  | Pozice | Hráč             |
| -- | ------ | ---------------- |
| 1  | B      | Viktor Budinský  |
| 4  | Z      | Christ Tiéhi     |
| 5  | Z      | Jiří Boula       |
| 6  | O      | Karel Pojezný    |
| 8  | Z      | Christian Frýdek |
| 9  | Z      | David Buchta     |
| 10 | Z      | Matěj Šín        |
| 11 | Ú      | David Látal      |
| 12 | Z      | Tomáš Rigo       |
| 15 | O      | Patrick Kpozo    |
| 17 | O      | Michal Frydrych  |
| 19 | O      | David Lischka    |
| 21 | Z      | Michal Kohút     |

| #  | Pozice | Hráč                 |
| -- | ------ | -------------------- |
| 22 | Ú      | Tomáš Zlatohlávek    |
| 24 | B      | Martin Hrubý         |
| 25 | Z      | Dennis Owusu         |
| 28 | Ú      | Filip Kubala         |
| 30 | B      | Dominik Holec        |
| 31 | O      | Alexander Munksgaard |
| 33 | Ú      | Erik Prekop          |
| 37 | O      | Matěj Chaluš         |
| 41 | B      | Mikuláš Kubný        |
| 44 | O      | Eldar Šehić          |
| 66 | O      | Matúš Rusnák         |
| 77 | O      | Ladislav Almási      |
| 95 | Z      | Daniel Holzer        |
| 99 | O      | Georgios Kornezos    |

### Změny v kádru v letním přestupovém období 2025/2026
| Poz. | Nár.                | Hráč             | Věk | Odkud přišel      | Typ                |
| ---- | ------------------- | ---------------- | --- | ----------------- | ------------------ |
| O    | Česko               | Christian Frýdek | 26  | FC Slovan Liberec | přestup            |
| B    | Slovensko           | Viktor Budinský  | 32  | FK Pardubice      | přestup            |
| Z    | Pobřeží slonoviny   | Christ Tiéhi     | 27  | Diósgyőri VTK     | hostování          |
| Ú    | Česko               | Jiří Klíma       | 28  | 1. FC Slovácko    | návrat z hostování |
| O    | Bosna a Hercegovina | Eldar Šehić      | 25  | FK Pardubice      | návrat z hostování |
| Ú    | Slovensko           | Ladislav Almási  | 26  | Zalaegerszegi TE  | návrat z hostování |

| Poz. | Nár.     | Hráč              | Věk | Kam odešel        | Typ                       |
| ---- | -------- | ----------------- | --- | ----------------- | ------------------------- |
| O    | Česko    | Jan Juroška       | 32  | FC Zbrojovka Brno | přestup                   |
| O    | Česko    | Michal Fukala     | 24  | FC Zlín           | přestup                   |
| B    | Česko    | Jakub Trefil      | 24  | SK Sigma Olomouc  | návrat z hostování        |
| Z    | Česko    | Samuel Grygar     | 20  | MFK Ružomberok    | hostování                 |
| Ú    | Česko    | Jiří Klíma        | 28  | FK Mladá Boleslav | přestup                   |
| O    | Česko    | Jaroslav Harušťák | 23  | FK Teplice        | změna hostování v přestup |
| Z    | Brazílie | Ewerton           | 28  | Pyramids FC       | přestup                   |

### B-tým
Soupiska rezervního týmu, který nastupuje v 2. české fotbalové lize
| #  | Pozice | Hráč                   |
| -- | ------ | ---------------------- |
| 3  | O      | David Krupička         |
| 4  | O      | Patrik Měkota          |
| 5  | Z      | Roan Nogha             |
| 7  | Z      | Martin Šubert          |
| 9  | Z      | Dominik Holaň          |
| 14 | Z      | Sacha Komljenovic      |
| 17 | O      | Zdeněk Říha            |
| 18 | O      | Martin Temel           |
| 22 | Z      | Emmanuel Chidubem Ogbu |
| 24 | Z      | Petr Jaroň             |
| 25 | Z      | Radim Šudák            |

| #  | Pozice | Hráč                     |
| -- | ------ | ------------------------ |
| 29 | Ú      | Jakub Pira               |
| 34 | Z      | Abdullahi Ibrahim Bewene |
| 38 | Z      | Marek Havran             |
|    | B      | Mikuláš Kubný            |
|    | B      | Matyáš Moučka            |
|    | O      | Dominik Simerský         |
|    | O      | Eldar Šehić              |
|    | Z      | Tadeáš Frýdl             |
|    | Ú      | David Látal              |
|    | Ú      | David Muale Nzanza       |

## Umístění v jednotlivých sezonách
Stručný přehled
Zdroj:
- 1923: III. třída Moravskoslezské župy
- 1924: II. třída Moravskoslezské župy
- 1925–1930: I. třída Moravskoslezské župy
- 1931–1932: II. třída Moravskoslezské župy
- 1932–1934: I. třída Moravskoslezské župy
- 1934–1937: Moravskoslezská divize
- 1937–1938: Státní liga
- 1939–1940: Národní liga
- 1940–1943: Moravskoslezská divize
- 1943–1944: Národní liga
- 1945–1946: Státní liga – sk. A
- 1946–1948: Státní liga
- 1949: Celostátní československé mistrovství
- 1950: Celostátní československé mistrovství II
- 1951–1952: Mistrovství československé republiky
- 1953–1955: Přebor československé republiky
- 1956–1966: 1. liga
- 1966–1967: 2. liga – sk. B
- 1967–1993: 1. liga (ČSR)
- 1993–2016: 1. liga (ČR)
- 2016–2017: Fotbalová národní liga
- 2017– : 1. liga

Jednotlivé ročníky
Zdroj:
Legenda: Z – zápasy, V – výhry, R – remízy, P – porážky, VG – vstřelené góly, OG – obdržené góly, +/- – rozdíl skóre, B – body, červené podbarvení – sestup, zelené podbarvení – postup, fialové podbarvení – reorganizace, změna skupiny či soutěže
| Československo (1923 – 1938)             |                                                                    |                                                                    |                                                                    |                                                                    |                                                                    |                                                                    |                                                                    |                                                                    |                                                                    |                                                                    |                                                                    |
| Sezóna                                   | Liga                                                               | Úroveň                                                             | Z                                                                  | V                                                                  | R                                                                  | P                                                                  | VG                                                                 | OG                                                                 | +/-                                                                | B                                                                  | Pozice                                                             |
| 1923                                     | III. třída Moravskoslezské župy                                    | 5                                                                  | 5                                                                  | 4                                                                  | 0                                                                  | 1                                                                  | 15                                                                 | 5                                                                  | +10                                                                | 8                                                                  | 1.                                                                 |
| 1924                                     | II. třída Moravskoslezské župy                                     | 4                                                                  | 5                                                                  | 3                                                                  | 1                                                                  | 1                                                                  | 11                                                                 | 8                                                                  | +3                                                                 | 7                                                                  | 1.                                                                 |
| 1925                                     | I. třída Moravskoslezské župy                                      | 3                                                                  | 7                                                                  | 3                                                                  | 2                                                                  | 2                                                                  | 15                                                                 | 6                                                                  | +9                                                                 | 8                                                                  | 4.                                                                 |
| 1926                                     | I. třída Moravskoslezské župy                                      | 3                                                                  | 9                                                                  | 5                                                                  | 1                                                                  | 3                                                                  | 26                                                                 | 21                                                                 | +5                                                                 | 11                                                                 | 4.                                                                 |
| 1927                                     | I. třída Moravskoslezské župy                                      | 3                                                                  | 7                                                                  | 2                                                                  | 1                                                                  | 4                                                                  | 15                                                                 | 24                                                                 | -9                                                                 | 5                                                                  | 6.                                                                 |
| 1928                                     | I. třída Moravskoslezské župy                                      | 3                                                                  | 8                                                                  | 5                                                                  | 2                                                                  | 1                                                                  | 23                                                                 | 16                                                                 | +7                                                                 | 12                                                                 | 2.                                                                 |
| 1929                                     | I. třída Moravskoslezské župy                                      | 3                                                                  | 8                                                                  | 5                                                                  | 0                                                                  | 3                                                                  | 22                                                                 | 16                                                                 | +6                                                                 | 10                                                                 | 3.                                                                 |
| 1930                                     | I. třída Moravskoslezské župy                                      | 3                                                                  | 8                                                                  | 1                                                                  | 2                                                                  | 5                                                                  | 13                                                                 | 24                                                                 | -11                                                                | 4                                                                  | 9.                                                                 |
| 1931                                     | II. třída Moravskoslezské župy                                     | 4                                                                  | 8                                                                  | 4                                                                  | 1                                                                  | 3                                                                  | 18                                                                 | 15                                                                 | +3                                                                 | 9                                                                  | 5.                                                                 |
| 1932                                     | II. třída Moravskoslezské župy                                     | 4                                                                  | 9                                                                  | 7                                                                  | 2                                                                  | 0                                                                  | 42                                                                 | 6                                                                  | +36                                                                | 16                                                                 | 1.                                                                 |
| 1932/33                                  | I. třída Moravskoslezské župy                                      | 3                                                                  | 16                                                                 | 7                                                                  | 5                                                                  | 4                                                                  | 38                                                                 | 19                                                                 | +19                                                                | 19                                                                 | 3.                                                                 |
| 1933/34                                  | I. třída Moravskoslezské župy                                      | 3                                                                  | 18                                                                 | 11                                                                 | 2                                                                  | 5                                                                  | 59                                                                 | 31                                                                 | +27                                                                | 24                                                                 | 1.                                                                 |
| 1934/35                                  | Moravskoslezská divize                                             | 2                                                                  | 14                                                                 | 7                                                                  | 3                                                                  | 4                                                                  | 32                                                                 | 29                                                                 | +3                                                                 | 25                                                                 | 2.                                                                 |
| 1935/36                                  | Moravskoslezská divize                                             | 2                                                                  | 22                                                                 | 14                                                                 | 5                                                                  | 3                                                                  | 60                                                                 | 30                                                                 | +30                                                                | 33                                                                 | 2.                                                                 |
| 1936/37                                  | Moravskoslezská divize                                             | 2                                                                  | 22                                                                 | 18                                                                 | 3                                                                  | 1                                                                  | 75                                                                 | 19                                                                 | +56                                                                | 39                                                                 | 1.                                                                 |
| 1937/38                                  | Státní liga                                                        | 1                                                                  | 22                                                                 | 8                                                                  | 2                                                                  | 12                                                                 | 43                                                                 | 52                                                                 | -9                                                                 | 18                                                                 | 10.                                                                |
| 1938/39                                  | Státní liga                                                        | 1                                                                  | 20                                                                 | 7                                                                  | 4                                                                  | 9                                                                  | 29                                                                 | 39                                                                 | -10                                                                | 18                                                                 | 7.                                                                 |
| Protektorát Čechy a Morava (1939 – 1944) |                                                                    |                                                                    |                                                                    |                                                                    |                                                                    |                                                                    |                                                                    |                                                                    |                                                                    |                                                                    |                                                                    |
| Sezóna                                   | Liga                                                               | Úroveň                                                             | Z                                                                  | V                                                                  | R                                                                  | P                                                                  | VG                                                                 | OG                                                                 | +/-                                                                | B                                                                  | Pozice                                                             |
| 1939/40                                  | Národní liga                                                       | 1                                                                  | 22                                                                 | 4                                                                  | 5                                                                  | 13                                                                 | 38                                                                 | 68                                                                 | -30                                                                | 13                                                                 | 12.                                                                |
| 1940/41                                  | Moravskoslezská divize                                             | 2                                                                  | 26                                                                 | 18                                                                 | 1                                                                  | 7                                                                  | 96                                                                 | 42                                                                 | +54                                                                | 39                                                                 | 2.                                                                 |
| 1941/42                                  | Moravskoslezská divize                                             | 2                                                                  | 26                                                                 | 16                                                                 | 6                                                                  | 4                                                                  | 86                                                                 | 40                                                                 | +46                                                                | 38                                                                 | 1.                                                                 |
| 1942/43                                  | Moravskoslezská divize                                             | 2                                                                  | 26                                                                 | 18                                                                 | 3                                                                  | 5                                                                  | 100                                                                | 45                                                                 | +55                                                                | 39                                                                 | 1.                                                                 |
| 1943/44                                  | Národní liga                                                       | 1                                                                  | 26                                                                 | 12                                                                 | 1                                                                  | 13                                                                 | 61                                                                 | 83                                                                 | -22                                                                | 25                                                                 | 7.                                                                 |
| 1944/45                                  | Fotbalová liga se nehrála, stejně tak ani nižší fotbalové soutěže. | Fotbalová liga se nehrála, stejně tak ani nižší fotbalové soutěže. | Fotbalová liga se nehrála, stejně tak ani nižší fotbalové soutěže. | Fotbalová liga se nehrála, stejně tak ani nižší fotbalové soutěže. | Fotbalová liga se nehrála, stejně tak ani nižší fotbalové soutěže. | Fotbalová liga se nehrála, stejně tak ani nižší fotbalové soutěže. | Fotbalová liga se nehrála, stejně tak ani nižší fotbalové soutěže. | Fotbalová liga se nehrála, stejně tak ani nižší fotbalové soutěže. | Fotbalová liga se nehrála, stejně tak ani nižší fotbalové soutěže. | Fotbalová liga se nehrála, stejně tak ani nižší fotbalové soutěže. | Fotbalová liga se nehrála, stejně tak ani nižší fotbalové soutěže. |
| Československo (1945 – 1993)             |                                                                    |                                                                    |                                                                    |                                                                    |                                                                    |                                                                    |                                                                    |                                                                    |                                                                    |                                                                    |                                                                    |
| Sezóna                                   | Liga                                                               | Úroveň                                                             | Z                                                                  | V                                                                  | R                                                                  | P                                                                  | VG                                                                 | OG                                                                 | +/-                                                                | B                                                                  | Pozice                                                             |
| 1945/46                                  | Státní liga – sk. A                                                | 1                                                                  | 18                                                                 | 9                                                                  | 1                                                                  | 8                                                                  | 55                                                                 | 57                                                                 | -2                                                                 | 19                                                                 | 4.                                                                 |
| 1946/47                                  | Státní liga                                                        | 1                                                                  | 26                                                                 | 12                                                                 | 3                                                                  | 11                                                                 | 62                                                                 | 57                                                                 | +5                                                                 | 27                                                                 | 7.                                                                 |
| 1947/48                                  | Státní liga                                                        | 1                                                                  | 20                                                                 | 7                                                                  | 5                                                                  | 8                                                                  | 48                                                                 | 56                                                                 | -8                                                                 | 19                                                                 | 7.                                                                 |
| 1948                                     | Státní liga                                                        | 1                                                                  | 13                                                                 | 4                                                                  | 3                                                                  | 6                                                                  | 23                                                                 | 35                                                                 | -12                                                                | 11                                                                 | 11.                                                                |
| 1949                                     | Celostátní československé mistrovství                              | 1                                                                  | 26                                                                 | 9                                                                  | 4                                                                  | 13                                                                 | 38                                                                 | 55                                                                 | -17                                                                | 22                                                                 | 11.                                                                |
| 1950                                     | Celostátní československé mistrovství II                           | 2                                                                  | 22                                                                 | 16                                                                 | 2                                                                  | 4                                                                  | 73                                                                 | 35                                                                 | +38                                                                | 34                                                                 | 1.                                                                 |
| 1951                                     | Mistrovství československé republiky                               | 1                                                                  | 26                                                                 | 12                                                                 | 3                                                                  | 11                                                                 | 42                                                                 | 41                                                                 | +1                                                                 | 27                                                                 | 7.                                                                 |
| 1952                                     | Mistrovství československé republiky                               | 1                                                                  | 26                                                                 | 10                                                                 | 4                                                                  | 12                                                                 | 43                                                                 | 47                                                                 | -4                                                                 | 24                                                                 | 10.                                                                |
| 1953                                     | Přebor československé republiky                                    | 1                                                                  | 13                                                                 | 4                                                                  | 2                                                                  | 7                                                                  | 15                                                                 | 25                                                                 | -10                                                                | 10                                                                 | 10.                                                                |
| 1954                                     | Přebor československé republiky                                    | 1                                                                  | 22                                                                 | 11                                                                 | 6                                                                  | 5                                                                  | 45                                                                 | 26                                                                 | +19                                                                | 28                                                                 | 2.                                                                 |
| 1955                                     | Přebor československé republiky                                    | 1                                                                  | 22                                                                 | 9                                                                  | 1                                                                  | 12                                                                 | 29                                                                 | 37                                                                 | -8                                                                 | 19                                                                 | 10.                                                                |
| 1956                                     | 1. liga                                                            | 1                                                                  | 22                                                                 | 9                                                                  | 7                                                                  | 6                                                                  | 53                                                                 | 48                                                                 | +5                                                                 | 25                                                                 | 4.                                                                 |
| 1957/58                                  | 1. liga                                                            | 1                                                                  | 33                                                                 | 10                                                                 | 8                                                                  | 15                                                                 | 58                                                                 | 63                                                                 | -5                                                                 | 28                                                                 | 10.                                                                |
| 1958/59                                  | 1. liga                                                            | 1                                                                  | 26                                                                 | 10                                                                 | 6                                                                  | 10                                                                 | 44                                                                 | 40                                                                 | +4                                                                 | 26                                                                 | 6.                                                                 |
| 1959/60                                  | 1. liga                                                            | 1                                                                  | 26                                                                 | 12                                                                 | 4                                                                  | 10                                                                 | 29                                                                 | 34                                                                 | -5                                                                 | 28                                                                 | 6.                                                                 |
| 1960/61                                  | 1. liga                                                            | 1                                                                  | 26                                                                 | 12                                                                 | 5                                                                  | 9                                                                  | 50                                                                 | 46                                                                 | +4                                                                 | 29                                                                 | 4.                                                                 |
| 1961/62                                  | 1. liga                                                            | 1                                                                  | 26                                                                 | 10                                                                 | 8                                                                  | 8                                                                  | 49                                                                 | 35                                                                 | +14                                                                | 28                                                                 | 5.                                                                 |
| 1962/63                                  | 1. liga                                                            | 1                                                                  | 26                                                                 | 14                                                                 | 3                                                                  | 9                                                                  | 47                                                                 | 33                                                                 | +14                                                                | 31                                                                 | 3.                                                                 |
| 1963/64                                  | 1. liga                                                            | 1                                                                  | 26                                                                 | 11                                                                 | 8                                                                  | 7                                                                  | 51                                                                 | 36                                                                 | +15                                                                | 30                                                                 | 5.                                                                 |
| 1964/65                                  | 1. liga                                                            | 1                                                                  | 26                                                                 | 11                                                                 | 6                                                                  | 9                                                                  | 44                                                                 | 33                                                                 | +11                                                                | 28                                                                 | 7.                                                                 |
| 1965/66                                  | 1. liga                                                            | 1                                                                  | 26                                                                 | 8                                                                  | 5                                                                  | 13                                                                 | 36                                                                 | 38                                                                 | -2                                                                 | 21                                                                 | 13.                                                                |
| 1966/67                                  | 2. liga – sk. B                                                    | 2                                                                  | 26                                                                 | 16                                                                 | 5                                                                  | 5                                                                  | 53                                                                 | 17                                                                 | +36                                                                | 37                                                                 | 1.                                                                 |
| 1967/68                                  | 1. liga                                                            | 1                                                                  | 26                                                                 | 7                                                                  | 8                                                                  | 11                                                                 | 27                                                                 | 31                                                                 | -4                                                                 | 22                                                                 | 11.                                                                |
| 1968/69                                  | 1. liga                                                            | 1                                                                  | 26                                                                 | 8                                                                  | 8                                                                  | 10                                                                 | 22                                                                 | 37                                                                 | -15                                                                | 24                                                                 | 9.                                                                 |
| 1969/70                                  | 1. liga                                                            | 1                                                                  | 30                                                                 | 7                                                                  | 12                                                                 | 11                                                                 | 26                                                                 | 32                                                                 | -6                                                                 | 26                                                                 | 11.                                                                |
| 1970/71                                  | 1. liga                                                            | 1                                                                  | 30                                                                 | 11                                                                 | 12                                                                 | 7                                                                  | 39                                                                 | 32                                                                 | +7                                                                 | 34                                                                 | 5.                                                                 |
| 1971/72                                  | 1. liga                                                            | 1                                                                  | 30                                                                 | 10                                                                 | 6                                                                  | 14                                                                 | 39                                                                 | 41                                                                 | -2                                                                 | 26                                                                 | 12.                                                                |
| 1972/73                                  | 1. liga                                                            | 1                                                                  | 30                                                                 | 11                                                                 | 8                                                                  | 11                                                                 | 32                                                                 | 34                                                                 | -2                                                                 | 30                                                                 | 7.                                                                 |
| 1973/74                                  | 1. liga                                                            | 1                                                                  | 30                                                                 | 14                                                                 | 6                                                                  | 10                                                                 | 40                                                                 | 42                                                                 | -2                                                                 | 34                                                                 | 4.                                                                 |
| 1974/75                                  | 1. liga                                                            | 1                                                                  | 30                                                                 | 9                                                                  | 9                                                                  | 12                                                                 | 32                                                                 | 36                                                                 | -4                                                                 | 27                                                                 | 13.                                                                |
| 1975/76                                  | 1. liga                                                            | 1                                                                  | 30                                                                 | 14                                                                 | 9                                                                  | 7                                                                  | 37                                                                 | 29                                                                 | +8                                                                 | 37                                                                 | 1.                                                                 |
| 1976/77                                  | 1. liga                                                            | 1                                                                  | 30                                                                 | 11                                                                 | 8                                                                  | 11                                                                 | 36                                                                 | 33                                                                 | +3                                                                 | 30                                                                 | 7.                                                                 |
| 1977/78                                  | 1. liga                                                            | 1                                                                  | 30                                                                 | 11                                                                 | 6                                                                  | 13                                                                 | 35                                                                 | 41                                                                 | -6                                                                 | 28                                                                 | 10.                                                                |
| 1978/79                                  | 1. liga                                                            | 1                                                                  | 30                                                                 | 16                                                                 | 9                                                                  | 5                                                                  | 44                                                                 | 22                                                                 | +22                                                                | 41                                                                 | 2.                                                                 |
| 1979/80                                  | 1. liga                                                            | 1                                                                  | 30                                                                 | 16                                                                 | 9                                                                  | 5                                                                  | 47                                                                 | 23                                                                 | +24                                                                | 41                                                                 | 1.                                                                 |
| 1980/81                                  | 1. liga                                                            | 1                                                                  | 30                                                                 | 18                                                                 | 4                                                                  | 8                                                                  | 44                                                                 | 19                                                                 | +25                                                                | 40                                                                 | 1.                                                                 |
| 1981/82                                  | 1. liga                                                            | 1                                                                  | 30                                                                 | 15                                                                 | 8                                                                  | 7                                                                  | 53                                                                 | 24                                                                 | +29                                                                | 38                                                                 | 2.                                                                 |
| 1982/83                                  | 1. liga                                                            | 1                                                                  | 30                                                                 | 16                                                                 | 8                                                                  | 6                                                                  | 48                                                                 | 31                                                                 | +17                                                                | 40                                                                 | 2.                                                                 |
| 1983/84                                  | 1. liga                                                            | 1                                                                  | 30                                                                 | 14                                                                 | 7                                                                  | 9                                                                  | 45                                                                 | 28                                                                 | +17                                                                | 35                                                                 | 5.                                                                 |
| 1984/85                                  | 1. liga                                                            | 1                                                                  | 30                                                                 | 14                                                                 | 11                                                                 | 5                                                                  | 41                                                                 | 23                                                                 | +18                                                                | 39                                                                 | 4.                                                                 |
| 1985/86                                  | 1. liga                                                            | 1                                                                  | 30                                                                 | 11                                                                 | 8                                                                  | 11                                                                 | 41                                                                 | 34                                                                 | +7                                                                 | 30                                                                 | 8.                                                                 |
| 1986/87                                  | 1. liga                                                            | 1                                                                  | 30                                                                 | 13                                                                 | 7                                                                  | 10                                                                 | 55                                                                 | 39                                                                 | +16                                                                | 33                                                                 | 5.                                                                 |
| 1987/88                                  | 1. liga                                                            | 1                                                                  | 30                                                                 | 13                                                                 | 8                                                                  | 9                                                                  | 49                                                                 | 40                                                                 | +9                                                                 | 34                                                                 | 4.                                                                 |
| 1988/89                                  | 1. liga                                                            | 1                                                                  | 30                                                                 | 19                                                                 | 4                                                                  | 7                                                                  | 54                                                                 | 34                                                                 | +20                                                                | 42                                                                 | 2.                                                                 |
| 1989/90                                  | 1. liga                                                            | 1                                                                  | 30                                                                 | 16                                                                 | 9                                                                  | 5                                                                  | 50                                                                 | 24                                                                 | +26                                                                | 41                                                                 | 2.                                                                 |
| 1990/91                                  | 1. liga                                                            | 1                                                                  | 30                                                                 | 14                                                                 | 4                                                                  | 12                                                                 | 50                                                                 | 34                                                                 | +16                                                                | 32                                                                 | 5.                                                                 |
| 1991/92                                  | 1. liga                                                            | 1                                                                  | 30                                                                 | 13                                                                 | 9                                                                  | 8                                                                  | 50                                                                 | 36                                                                 | +14                                                                | 35                                                                 | 5.                                                                 |
| 1992/93                                  | 1. liga                                                            | 1                                                                  | 30                                                                 | 10                                                                 | 11                                                                 | 9                                                                  | 47                                                                 | 38                                                                 | +9                                                                 | 31                                                                 | 6.                                                                 |
| Česko (1993 – )                          |                                                                    |                                                                    |                                                                    |                                                                    |                                                                    |                                                                    |                                                                    |                                                                    |                                                                    |                                                                    |                                                                    |
| Sezóna                                   | Liga                                                               | Úroveň                                                             | Z                                                                  | V                                                                  | R                                                                  | P                                                                  | VG                                                                 | OG                                                                 | +/-                                                                | B                                                                  | Pozice                                                             |
| 1993/94                                  | 1. liga                                                            | 1                                                                  | 30                                                                 | 14                                                                 | 8                                                                  | 8                                                                  | 52                                                                 | 25                                                                 | +27                                                                | 36                                                                 | 3.                                                                 |
| 1994/95                                  | 1. liga                                                            | 1                                                                  | 30                                                                 | 10                                                                 | 8                                                                  | 12                                                                 | 36                                                                 | 41                                                                 | -5                                                                 | 38                                                                 | 11.                                                                |
| 1995/96                                  | 1. liga                                                            | 1                                                                  | 30                                                                 | 10                                                                 | 5                                                                  | 15                                                                 | 40                                                                 | 46                                                                 | -6                                                                 | 35                                                                 | 12.                                                                |
| 1996/97                                  | 1. liga                                                            | 1                                                                  | 30                                                                 | 8                                                                  | 13                                                                 | 9                                                                  | 33                                                                 | 35                                                                 | -2                                                                 | 37                                                                 | 10.                                                                |
| 1997/98                                  | Gambrinus liga                                                     | 1                                                                  | 30                                                                 | 13                                                                 | 11                                                                 | 6                                                                  | 51                                                                 | 35                                                                 | +16                                                                | 52                                                                 | 4.                                                                 |
| 1998/99                                  | Gambrinus liga                                                     | 1                                                                  | 30                                                                 | 10                                                                 | 15                                                                 | 5                                                                  | 39                                                                 | 26                                                                 | +13                                                                | 45                                                                 | 5.                                                                 |
| 1999/00                                  | Gambrinus liga                                                     | 1                                                                  | 30                                                                 | 8                                                                  | 11                                                                 | 11                                                                 | 43                                                                 | 45                                                                 | -2                                                                 | 35                                                                 | 11.                                                                |
| 2000/01                                  | Gambrinus liga                                                     | 1                                                                  | 30                                                                 | 7                                                                  | 9                                                                  | 14                                                                 | 28                                                                 | 45                                                                 | -17                                                                | 30                                                                 | 14.                                                                |
| 2001/02                                  | Gambrinus liga                                                     | 1                                                                  | 30                                                                 | 12                                                                 | 8                                                                  | 10                                                                 | 43                                                                 | 36                                                                 | +7                                                                 | 44                                                                 | 6.                                                                 |
| 2002/03                                  | Gambrinus liga                                                     | 1                                                                  | 30                                                                 | 13                                                                 | 6                                                                  | 11                                                                 | 41                                                                 | 38                                                                 | +3                                                                 | 45                                                                 | 5.                                                                 |
| 2003/04                                  | Gambrinus liga                                                     | 1                                                                  | 30                                                                 | 18                                                                 | 9                                                                  | 3                                                                  | 60                                                                 | 25                                                                 | +35                                                                | 63                                                                 | 1.                                                                 |
| 2004/05                                  | Gambrinus liga                                                     | 1                                                                  | 30                                                                 | 9                                                                  | 10                                                                 | 11                                                                 | 33                                                                 | 36                                                                 | -3                                                                 | 37                                                                 | 7.                                                                 |
| 2005/06                                  | Gambrinus liga                                                     | 1                                                                  | 30                                                                 | 10                                                                 | 10                                                                 | 10                                                                 | 35                                                                 | 32                                                                 | +3                                                                 | 40                                                                 | 6.                                                                 |
| 2006/07                                  | Gambrinus liga                                                     | 1                                                                  | 30                                                                 | 12                                                                 | 10                                                                 | 8                                                                  | 43                                                                 | 33                                                                 | +10                                                                | 46                                                                 | 7.                                                                 |
| 2007/08                                  | Gambrinus liga                                                     | 1                                                                  | 30                                                                 | 15                                                                 | 10                                                                 | 5                                                                  | 51                                                                 | 28                                                                 | +23                                                                | 55                                                                 | 3.                                                                 |
| 2008/09                                  | Gambrinus liga                                                     | 1                                                                  | 30                                                                 | 11                                                                 | 6                                                                  | 13                                                                 | 38                                                                 | 36                                                                 | +2                                                                 | 39                                                                 | 9.                                                                 |
| 2009/10                                  | Gambrinus liga                                                     | 1                                                                  | 30                                                                 | 17                                                                 | 9                                                                  | 4                                                                  | 47                                                                 | 25                                                                 | +22                                                                | 60                                                                 | 3.                                                                 |
| 2010/11                                  | Gambrinus liga                                                     | 1                                                                  | 30                                                                 | 7                                                                  | 9                                                                  | 14                                                                 | 31                                                                 | 46                                                                 | -15                                                                | 30                                                                 | 14.                                                                |
| 2011/12                                  | Gambrinus liga                                                     | 1                                                                  | 30                                                                 | 7                                                                  | 7                                                                  | 16                                                                 | 31                                                                 | 48                                                                 | -17                                                                | 28                                                                 | 14.                                                                |
| 2012/13                                  | Gambrinus liga                                                     | 1                                                                  | 30                                                                 | 7                                                                  | 8                                                                  | 15                                                                 | 34                                                                 | 44                                                                 | -10                                                                | 29                                                                 | 14.                                                                |
| 2013/14                                  | Gambrinus liga                                                     | 1                                                                  | 30                                                                 | 8                                                                  | 11                                                                 | 11                                                                 | 33                                                                 | 43                                                                 | -10                                                                | 35                                                                 | 10.                                                                |
| 2014/15                                  | Synot liga                                                         | 1                                                                  | 30                                                                 | 8                                                                  | 9                                                                  | 13                                                                 | 23                                                                 | 41                                                                 | -18                                                                | 33                                                                 | 13.                                                                |
| 2015/16                                  | Synot liga                                                         | 1                                                                  | 30                                                                 | 4                                                                  | 2                                                                  | 24                                                                 | 27                                                                 | 65                                                                 | -38                                                                | 14                                                                 | 16.                                                                |
| 2016/17                                  | Fotbalová národní liga                                             | 2                                                                  | 30                                                                 | 18                                                                 | 10                                                                 | 2                                                                  | 48                                                                 | 20                                                                 | +28                                                                | 64                                                                 | 2.                                                                 |
| 2017/18                                  | HET liga                                                           | 1                                                                  | 30                                                                 | 7                                                                  | 10                                                                 | 13                                                                 | 36                                                                 | 43                                                                 | -7                                                                 | 31                                                                 | 13.                                                                |
| 2018/19                                  | Fortuna:Liga                                                       | 1                                                                  | 35                                                                 | 13                                                                 | 8                                                                  | 14                                                                 | 39                                                                 | 43                                                                 | -4                                                                 | 47                                                                 | 5.                                                                 |
| 2019/20                                  | Fortuna:Liga                                                       | 1                                                                  | 35                                                                 | 12                                                                 | 11                                                                 | 12                                                                 | 47                                                                 | 43                                                                 | +4                                                                 | 47                                                                 | 6.                                                                 |
| 2020/21                                  | Fortuna:Liga                                                       | 1                                                                  | 34                                                                 | 13                                                                 | 10                                                                 | 11                                                                 | 48                                                                 | 38                                                                 | +10                                                                | 49                                                                 | 8.                                                                 |
| 2021/22                                  | Fortuna:Liga                                                       | 1                                                                  | 35                                                                 | 15                                                                 | 10                                                                 | 10                                                                 | 60                                                                 | 48                                                                 | +12                                                                | 55                                                                 | 5.                                                                 |
| 2022/23                                  | Fortuna:Liga                                                       | 1                                                                  | 35                                                                 | 11                                                                 | 9                                                                  | 15                                                                 | 53                                                                 | 50                                                                 | +3                                                                 | 42                                                                 | 11.                                                                |
| 2023/24                                  | Fortuna:Liga                                                       | 1                                                                  | 35                                                                 | 14                                                                 | 7                                                                  | 14                                                                 | 56                                                                 | 48                                                                 | +8                                                                 | 49                                                                 | 4.                                                                 |
| 2024/25                                  | Chance Liga                                                        | 1                                                                  | 35                                                                 | 22                                                                 | 5                                                                  | 8                                                                  | 58                                                                 | 34                                                                 | +24                                                                | 71                                                                 | 3.                                                                 |

## Účast v evropských pohárech
Legenda: SEP – Středoevropský pohár, VP – Veletržní pohár, PMEZ – Pohár mistrů evropských zemí, PVP – Pohár vítězů pohárů, LM – Liga mistrů UEFA, Pohár UEFA – Pohár UEFA, EL – Evropská liga UEFA, PI – Pohár Intertoto, IP – Interkontinentální pohár, KL – Konferenční liga UEFA
- VP 1969/1970 – 1. kolo
- PVP 1973/1974 – 2. kolo
- Pohár UEFA 1974/1975 – Čtvrtfinále
- PMEZ 1976/1977 – 2. kolo
- PVP 1978/1979 – Semifinále
- Pohár UEFA 1979/1980 – 2. kolo
- PMEZ 1980/1981 – Čtvrtfinále
- PMEZ 1981/1982 – 2. kolo
- Pohár UEFA 1982/1983 – 2. kolo
- Pohár UEFA 1983/1984 – 2. kolo
- Pohár UEFA 1985/1986 – 1. kolo
- Pohár UEFA 1989/1990 – 2. kolo
- Pohár UEFA 1990/1991 – 1. kolo
- PVP 1991/1992 – 2. kolo
- LM 2004/2005 – 3. předkolo
- Pohár UEFA 2004/2005 – 1. kolo
- Pohár UEFA 2005/2006 – 1. kolo
- Pohár UEFA 2008/2009 – 1. kolo
- EL 2010/2011 – 3. předkolo
- KL 2024/2025 – 3. předkolo
- EL 2025/2026 – bude upřesněno

## Slavní hráči
- Milan Baroš
- Marek Jankulovski
- Tomáš Galásek
- Václav Svěrkoš
- Radoslav Látal
- Radek Slončík
- Martin Lukeš
- Jan Laštůvka
- Marek Heinz
- Mario Lička
- Zdeněk Pospěch
- Maroš Klimpl
- Martin Raška
- Lukáš Magera
- Rudolf Otepka
- Martin Čížek
- Peter Drozd
- Tomáš Řepka
- Jiří Pavlenka
- René Bolf
- Libor Sionko
- Marek Čech

## Legendy klubu
- Václav Daněk
- Evžen Hadamczik
- Viliam Hýravý
- Jiří Křižák
- Karel Kula
- Verner Lička
- Pavol Michalík
- Luděk Mikloško
- Tomáš Pospíchal
- Libor Radimec
- František Schmucker
- František Valošek
- Rostislav Vojáček
- Miroslav Wiecek
- Petr Samec
- Pavel Srniček
- Zdeněk Rygel
- Zdeněk Šreiner
- Milan Baroš
- Martin Lukeš

## Seznam trenérů
- Glass (1923–1935)
- Karel Nenál (2/1936-9/1936)
- Karel Böhm (9/1936-2/1937)
- Karel Hromadník (2/1937-9/1937)
- Ladislav Holeček (10/1937-12/1937)
- Vilém Lugr (1/1938)
- Karel Böhm (1/1938-23/1938)
- Karel Texa (3/1938-4/1938)
- Karel Böhm (4/1938-6/1938)
- Zdeněk Stefflik (7/1938-6/1939)
- Antonín Křišťál (6/1939-1/1940)
- Karel Böhm (1/1940-5/1941)
- Evžen Šenovský (5/1941-8/1941)
- Antonín Rumler (8/1941-8/1942)
- Václav Horák (9/1942-8/1943)
- František Jurek (8/1943-8/1945)
- František Bělík (9/1945-2/1946)
- František Kuchta (2/1946-6/1946)
- Josef Kuchynka (6/1946-3/1948)
- Jan Gavač (3/1948-5/1948)
- Václav Horák (5/1948-1/1949)
- Miroslav Bartoš (1/1949-10/1949)
- František Bičiště (10/1949-9/1950)
- Jaroslav Šimonek (9/1950-2/1951)
- Rudolf Vytlačil (3/1951-1/1952)
- Bedřich Šafl (2/1952-11/1952)
- Jaroslav Šimonek (12/1952-2/1956)
- Ferenc Szedlacsek (2/1956-4/1957)
- Antonín Honál (4/1957-5/1957)
- František Bičiště (6/1957-6/1958)
- Jaroslav Vejvoda (7/1958-7/1960)
- František Bufka (8/1960-12/1964)
- Zdeněk Šajer (1/1965-12/1965)
- František Bičiště (1/1966-6/1966)
- Jiří Křižák (7/1966-12/1966)
- Jozef Čurgaly (1/1967-7/1967)
- Oldřich Šubrt (7/1967-8/1969)
- Jiří Rubáš (8/1969-6/1970)
- František Ipser (7/1970-8/1971)
- Zdeněk Stanczo (8/1971-12/1971)
- Karol Bučko (1/1972-8/1972)
- František Šindelář (8/1972-10/1972)
- Tomáš Pospíchal (10/1972-12/1975)
- Jiří Rubáš (1/1976-12/1977)
- Evžen Hadamczik (1/1978-6/1983)
- Stanislav Jarábek (7/1983-6/1984)
- Josef Kolečko (7/1984-6/1986)
- Milan Máčala (7/1986-6/1990)
- Jaroslav Gürtler (7/1990-6/1992)
- Ivan Kopecký (7/1992-11/1992)
- Jaroslav Janoš (11/1992-12/1992)
- Verner Lička (12/1992-4/1995)
- Jaroslav Janoš (4/1995-6/1995)
- Ján Zachar (7/1995)
- Jaroslav Janoš (7/1995-8/1995)
- Ján Zachar (9/1995-7/1996)
- Petr Uličný (7/1996-9/1997)
- Verner Lička (9/1997-3/2000)
- Rostislav Vojáček (3/2000-6/2000)
- Milan Bokša (7/2000-11/2000)
- Jaroslav Gürtler (11/2000-4/2001)
- Verner Lička (5/2001)
- Jozef Jarabinský (6/2001-5/2002)
- Erich Cviertna (6/2002-4/2003)
- Pavel Vrba (5/2003)
- František Komňacký (6/2003-10/2004)
- Jozef Jarabinský (10/2004-9/2005)
- Pavel Hapal (9/2005-6/2006)
- Karel Večeřa (7/2006-6/2009)
- Miroslav Koubek (7/2009-10/2010)
- Verner Lička (10/2010-11/2010)
- Karol Marko (11/2010-8/2011)
- Pavel Malura (8/2011-3/2012)
- Radoslav Látal (3/2012-11/2012)
- Martin Pulpit (11/2012-5/2013)
- Martin Svědík (6/2013-12/2013)[34]
- František Komňacký (12/2013-4/2014)[35][36]
- Tomáš Bernady (4/2014–12/2014)[36][37]
- Petr Frňka (12/2014–6/2015)[38]
- Radomír Korytář (6/2015–1/2016)[39][40]
- Vlastimil Petržela (1/2016–6/2017)[41][42][43]
- Radim Kučera (6/2017-3/2018)[44][45]
- Bohumil Páník (3/2018–12/2019)[46]
- Luboš Kozel (12/2019–2/2021)
- Ondřej Smetana (2/2021–4/2022)
- Tomáš Galásek (4/2022–6/2022)
- Pavel Vrba (6/2022–10/2022)[47]
- Pavel Hapal (10/2022–)[48]

## FC Baník Ostrava „B“
FC Baník Ostrava „B“ je rezervní tým ostravského Baníku. Po sezoně 2012/13 se přechodem z Moravskoslezské fotbalové ligy do juniorské ligy vyčlenil z mužských soutěží FAČR. Znovuobnoven byl v roce 2019.

### Umístění v jednotlivých sezonách
Stručný přehled
Zdroj:
- 1961–1964: Severomoravský krajský přebor
- 1964–1966: 2. liga – sk. B
- 1966–1967: Divize D
- 1967–1968: 2. liga – sk. B
- 1968–1969: Divize D
- 1969–1968: 3. liga – sk. B
- 1977–1984: bez soutěže
- 1984–1985: Divize D
- 1985–1991: 2. ČNFL – sk. B
- 1991–2007: Moravskoslezská fotbalová liga
- 2007–2008: Divize E
- 2008–2010: Moravskoslezská fotbalová liga
- 2010–2011: Divize E
- 2011–2013: Moravskoslezská fotbalová liga
- 2013–2019: bez soutěže
- 2019–2024: Moravskoslezská fotbalová liga
- 2024–: Fotbalová národní liga

Jednotlivé ročníky
Zdroj:
Legenda: Z – zápasy, V – výhry, R – remízy, P – porážky, VG – vstřelené góly, OG – obdržené góly, +/– – rozdíl skóre, B – body, červené podbarvení – sestup, zelené podbarvení – postup, fialové podbarvení – reorganizace, změna skupiny či soutěže
| Československo (1961 – 1993) |                                              |                                              |                                              |                                              |                                              |                                              |                                              |                                              |                                              |                                              |                                              |                                              |
| Sezóny                       | Liga                                         | Úroveň                                       | Z                                            | V                                            | R                                            | P                                            | VG                                           | OG                                           | +/-                                          | B                                            | Pozice                                       |                                              |
| 1961/62                      | Severomoravský krajský přebor                | 3                                            | 26                                           | 13                                           | 4                                            | 9                                            | 60                                           | 41                                           | +19                                          | 30                                           | 3.                                           |                                              |
| 1962/63                      | Severomoravský krajský přebor                | 3                                            | 26                                           | 17                                           | 3                                            | 6                                            | 87                                           | 30                                           | +57                                          | 37                                           | 2.                                           |                                              |
| 1963/64                      | Severomoravský krajský přebor                | 3                                            | 26                                           | 21                                           | 4                                            | 1                                            | 78                                           | 11                                           | +67                                          | 46                                           | 1.                                           |                                              |
| 1964/65                      | 2. liga – sk. B                              | 2                                            | 26                                           | 11                                           | 2                                            | 13                                           | 39                                           | 42                                           | -3                                           | 24                                           | 9.                                           |                                              |
| 1965/66                      | 2. liga – sk. B                              | 2                                            | 26                                           | 7                                            | 6                                            | 13                                           | 19                                           | 34                                           | -15                                          | 20                                           | 12.                                          |                                              |
| 1966/67                      | Divize D                                     | 3                                            | 26                                           | 17                                           | 5                                            | 4                                            | 68                                           | 23                                           | +45                                          | 39                                           | 1.                                           |                                              |
| 1967/68                      | 2. liga – sk. B                              | 2                                            | 26                                           | 9                                            | 4                                            | 13                                           | 33                                           | 43                                           | -10                                          | 22                                           | 13.                                          |                                              |
| 1968/69                      | Divize D                                     | 3                                            | 26                                           | 10                                           | 7                                            | 9                                            | 35                                           | 27                                           | +8                                           | 27                                           | 9.                                           |                                              |
| 1969/70                      | 3. liga – sk. B                              | 3                                            | 30                                           | 16                                           | 6                                            | 6                                            | 51                                           | 31                                           | +20                                          | 38                                           | 4.                                           |                                              |
| 1970/71                      | 3. liga – sk. B                              | 3                                            | 30                                           | 10                                           | 10                                           | 10                                           | 42                                           | 41                                           | +1                                           | 30                                           | 7.                                           |                                              |
| 1971/72                      | 3. liga – sk. B                              | 3                                            | 30                                           | 13                                           | 5                                            | 12                                           | 51                                           | 43                                           | +8                                           | 31                                           | 6.                                           |                                              |
| 1972/73                      | 3. liga – sk. B                              | 3                                            | 30                                           | 15                                           | 5                                            | 18                                           | 38                                           | 28                                           | +10                                          | 35                                           | 3.                                           |                                              |
| 1973/74                      | 3. liga – sk. B                              | 3                                            | 30                                           | 11                                           | 7                                            | 12                                           | 33                                           | 31                                           | +2                                           | 29                                           | 9.                                           |                                              |
| 1974/75                      | 3. liga – sk. B                              | 3                                            | 30                                           | 10                                           | 8                                            | 12                                           | 49                                           | 37                                           | +12                                          | 28                                           | 7.                                           |                                              |
| 1975/76                      | 3. liga – sk. B                              | 3                                            | 30                                           | 9                                            | 12                                           | 9                                            | 30                                           | 26                                           | +4                                           | 30                                           | 9.                                           |                                              |
| 1976/77                      | 3. liga – sk. B                              | 3                                            | 30                                           | 16                                           | 6                                            | 8                                            | 40                                           | 26                                           | +14                                          | 38                                           | 9.                                           |                                              |
| 1977–1984                    | B-mužstvo nebylo přihlášeno v žádné soutěži. | B-mužstvo nebylo přihlášeno v žádné soutěži. | B-mužstvo nebylo přihlášeno v žádné soutěži. | B-mužstvo nebylo přihlášeno v žádné soutěži. | B-mužstvo nebylo přihlášeno v žádné soutěži. | B-mužstvo nebylo přihlášeno v žádné soutěži. | B-mužstvo nebylo přihlášeno v žádné soutěži. | B-mužstvo nebylo přihlášeno v žádné soutěži. | B-mužstvo nebylo přihlášeno v žádné soutěži. | B-mužstvo nebylo přihlášeno v žádné soutěži. | B-mužstvo nebylo přihlášeno v žádné soutěži. | B-mužstvo nebylo přihlášeno v žádné soutěži. |
| 1984/85                      | Divize D                                     | 4                                            | 30                                           | 21                                           | 4                                            | 5                                            | 73                                           | 23                                           | +50                                          | 46                                           | 1.                                           |                                              |
| 1985/86                      | 2. ČNFL – sk. B                              | 3                                            | 30                                           | 15                                           | 9                                            | 6                                            | 48                                           | 25                                           | +23                                          | 39                                           | 3.                                           |                                              |
| 1986/87                      | 2. ČNFL – sk. B                              | 3                                            | 30                                           | 15                                           | 3                                            | 12                                           | 43                                           | 36                                           | +7                                           | 42                                           | 3.                                           |                                              |
| 1987/88                      | 2. ČNFL – sk. B                              | 3                                            | 28                                           | 10                                           | 8                                            | 10                                           | 40                                           | 41                                           | -1                                           | 28                                           | 9.                                           |                                              |
| 1988/89                      | 2. ČNFL – sk. B                              | 3                                            | 30                                           | 14                                           | 6                                            | 10                                           | 50                                           | 41                                           | +9                                           | 34                                           | 4.                                           |                                              |
| 1989/90                      | 2. ČNFL – sk. B                              | 3                                            | 30                                           | 10                                           | 2                                            | 18                                           | 39                                           | 46                                           | -7                                           | 22                                           | 14.                                          |                                              |
| 1990/91                      | 2. ČNFL – sk. B                              | 3                                            | 30                                           | 11                                           | 11                                           | 8                                            | 53                                           | 39                                           | +14                                          | 33                                           | 6.                                           |                                              |
| 1991/92                      | Moravskoslezská fotbalová liga               | 3                                            | 30                                           | 10                                           | 9                                            | 11                                           | 51                                           | 33                                           | +18                                          | 29                                           | 9.                                           |                                              |
| 1992/93                      | Moravskoslezská fotbalová liga               | 3                                            | 30                                           | 16                                           | 6                                            | 8                                            | 61                                           | 34                                           | +30                                          | 38                                           | 5.                                           |                                              |
| Česko (1993 – )              |                                              |                                              |                                              |                                              |                                              |                                              |                                              |                                              |                                              |                                              |                                              |                                              |
| 1993/94                      | Moravskoslezská fotbalová liga               | 3                                            | 30                                           | 15                                           | 5                                            | 10                                           | 43                                           | 37                                           | +6                                           | 35                                           | 4.                                           |                                              |
| 1994/95                      | Moravskoslezská fotbalová liga               | 3                                            | 30                                           | 15                                           | 7                                            | 8                                            | 47                                           | 31                                           | +16                                          | 52                                           | 3.                                           |                                              |
| 1995/96                      | Moravskoslezská fotbalová liga               | 3                                            | 28                                           | 8                                            | 8                                            | 12                                           | 41                                           | 47                                           | -6                                           | 32                                           | 12.                                          |                                              |
| 1996/97                      | Moravskoslezská fotbalová liga               | 3                                            | 28                                           | 10                                           | 9                                            | 9                                            | 45                                           | 43                                           | +2                                           | 39                                           | 8.                                           |                                              |
| 1997/98                      | Moravskoslezská fotbalová liga               | 3                                            | 30                                           | 16                                           | 3                                            | 11                                           | 61                                           | 41                                           | +20                                          | 51                                           | 3.                                           |                                              |
| 1998/99                      | Moravskoslezská fotbalová liga               | 3                                            | 30                                           | 13                                           | 6                                            | 11                                           | 36                                           | 19                                           | +17                                          | 45                                           | 5.                                           |                                              |
| 1999/00                      | Moravskoslezská fotbalová liga               | 3                                            | 28                                           | 11                                           | 11                                           | 6                                            | 45                                           | 29                                           | +16                                          | 44                                           | 5.                                           |                                              |
| 2000/01                      | Moravskoslezská fotbalová liga               | 3                                            | 30                                           | 11                                           | 10                                           | 9                                            | 45                                           | 34                                           | +11                                          | 43                                           | 7.                                           |                                              |
| 2001/02                      | Moravskoslezská fotbalová liga               | 3                                            | 30                                           | 13                                           | 9                                            | 8                                            | 50                                           | 35                                           | +15                                          | 48                                           | 5.                                           |                                              |
| 2002/03                      | Moravskoslezská fotbalová liga               | 3                                            | 30                                           | 17                                           | 6                                            | 7                                            | 69                                           | 26                                           | +43                                          | 57                                           | 2.                                           |                                              |
| 2003/04                      | Moravskoslezská fotbalová liga               | 3                                            | 30                                           | 15                                           | 8                                            | 7                                            | 50                                           | 23                                           | +27                                          | 53                                           | 5.                                           |                                              |
| 2004/05                      | Moravskoslezská fotbalová liga               | 3                                            | 30                                           | 13                                           | 9                                            | 8                                            | 38                                           | 27                                           | +11                                          | 48                                           | 5.                                           |                                              |
| 2005/06                      | Moravskoslezská fotbalová liga               | 3                                            | 30                                           | 11                                           | 7                                            | 12                                           | 36                                           | 41                                           | -5                                           | 40                                           | 9.                                           |                                              |
| 2006/07                      | Moravskoslezská fotbalová liga               | 3                                            | 30                                           | 9                                            | 7                                            | 14                                           | 31                                           | 34                                           | -5                                           | 34                                           | 14.                                          |                                              |
| 2007/08                      | Divize E                                     | 4                                            | 30                                           | 20                                           | 9                                            | 1                                            | 70                                           | 19                                           | +51                                          | 69                                           | 1.                                           |                                              |
| 2008/09                      | Moravskoslezská fotbalová liga               | 3                                            | 30                                           | 12                                           | 5                                            | 13                                           | 28                                           | 34                                           | -6                                           | 41                                           | 8.                                           |                                              |
| 2009/10                      | Moravskoslezská fotbalová liga               | 3                                            | 28                                           | 7                                            | 4                                            | 17                                           | 27                                           | 46                                           | -19                                          | 25                                           | 14.                                          |                                              |
| 2010/11                      | Divize E                                     | 4                                            | 28                                           | 17                                           | 8                                            | 3                                            | 64                                           | 22                                           | +42                                          | 59                                           | 1.                                           |                                              |
| 2011/12                      | Moravskoslezská fotbalová liga               | 3                                            | 30                                           | 9                                            | 8                                            | 13                                           | 33                                           | 46                                           | -13                                          | 35                                           | 13.                                          |                                              |
| 2012/13                      | Moravskoslezská fotbalová liga               | 3                                            | 30                                           | 11                                           | 6                                            | 13                                           | 41                                           | 48                                           | -7                                           | 39                                           | 13.                                          |                                              |
| 2013–2019                    | B-mužstvo nebylo přihlášeno v žádné soutěži  | B-mužstvo nebylo přihlášeno v žádné soutěži  | B-mužstvo nebylo přihlášeno v žádné soutěži  | B-mužstvo nebylo přihlášeno v žádné soutěži  | B-mužstvo nebylo přihlášeno v žádné soutěži  | B-mužstvo nebylo přihlášeno v žádné soutěži  | B-mužstvo nebylo přihlášeno v žádné soutěži  | B-mužstvo nebylo přihlášeno v žádné soutěži  | B-mužstvo nebylo přihlášeno v žádné soutěži  | B-mužstvo nebylo přihlášeno v žádné soutěži  | B-mužstvo nebylo přihlášeno v žádné soutěži  | B-mužstvo nebylo přihlášeno v žádné soutěži  |
| ** 2019/20                   | Moravskoslezská fotbalová liga               | 3                                            | 18                                           | 9                                            | 4                                            | 5                                            | 39                                           | 19                                           | +20                                          | 31                                           | 6.                                           |                                              |
| ** 2020/21                   | Moravskoslezská fotbalová liga               | 3                                            | 11                                           | 4                                            | 4                                            | 3                                            | 17                                           | 16                                           | +1                                           | 16                                           | 9.                                           |                                              |
| 2021/22                      | Moravskoslezská fotbalová liga               | 3                                            | 32                                           | 19                                           | 6                                            | 7                                            | 71                                           | 41                                           | +30                                          | 63                                           | 4.                                           |                                              |
| 2022/23                      | Moravskoslezská fotbalová liga               | 3                                            | 34                                           | 20                                           | 5                                            | 9                                            | 89                                           | 47                                           | +42                                          | 65                                           | 5.                                           |                                              |
| 2023/24                      | Moravskoslezská fotbalová liga               | 3                                            | 34                                           | 24                                           | 7                                            | 3                                            | 62                                           | 22                                           | +40                                          | 79                                           | 1.                                           |                                              |
| 2024/25                      | Fortuna: Národní liga                        | 2                                            | 30                                           | 9                                            | 7                                            | 14                                           | 35                                           | 46                                           | -11                                          | 34                                           | 14.                                          |                                              |

Poznámky:
- 1968/69: Po sezóně došlo k reorganizaci soutěží, kdy se Divize D stala jednou ze skupin 4. nejvyšší soutěže – prvních 9 mužstev postoupilo do 3. ligy – sk. B
- 1976/77: Po sezoně došlo k plošnému rušení rezervních týmů (B-mužstev) prvoligových týmů.

** = sezona předčasně ukončena z důvodu pandemie covidu-19.

## FC Baník Ostrava – juniorský tým
FC Baník Ostrava – juniorský tým byl juniorský tým ostravského Baníku. V roce 2016 byl po odhlášení z juniorské ligy dočasně neaktivní, obnoven byl na novou sezónu 2017/18. Po sezóně 2018/19 byl juniorský tým zrušen společně s Juniorskou ligou, došlo tak k znovuobnovení rezervních týmů.

### Umístění v jednotlivých sezonách
Stručný přehled
Zdroj:
- 2012–2016: Juniorská liga
- 2016–2017: bez soutěže
- 2016–2019: Juniorská liga

Jednotlivé ročníky
Zdroj:
Legenda: Z – zápasy, V – výhry, R – remízy, P – porážky, VG – vstřelené góly, OG – obdržené góly, +/- – rozdíl skóre, B – body, červené podbarvení – sestup, zelené podbarvení – postup, fialové podbarvení – reorganizace, změna skupiny či soutěže
| Česko (2012 – 2019) |                                                |                                                |                                                |                                                |                                                |                                                |                                                |                                                |                                                |                                                |                                                |                                                |
| Sezóny              | Liga                                           | Úroveň                                         | Z                                              | V                                              | R                                              | P                                              | VG                                             | OG                                             | +/-                                            | B                                              | Pozice                                         |                                                |
| 2012/13             | Juniorská liga                                 | 1                                              | 34                                             | 6                                              | 5                                              | 23                                             | 43                                             | 75                                             | -28                                            | 23                                             | 18.                                            |                                                |
| 2013/14             | Juniorská liga                                 | 1                                              | 40                                             | 23                                             | 4                                              | 13                                             | 83                                             | 60                                             | +23                                            | 73                                             | 6.                                             |                                                |
| 2014/15             | Juniorská liga                                 | 1                                              | 38                                             | 19                                             | 4                                              | 9                                              | 79                                             | 54                                             | +25                                            | 61                                             | 8.                                             |                                                |
| 2015/16             | Juniorská liga                                 | 1                                              | 32                                             | 16                                             | 10                                             | 12                                             | 81                                             | 61                                             | +20                                            | 58                                             | 3.                                             |                                                |
| 2016/17             | Juniorský tým nebyl přihlášen v žádné soutěži. | Juniorský tým nebyl přihlášen v žádné soutěži. | Juniorský tým nebyl přihlášen v žádné soutěži. | Juniorský tým nebyl přihlášen v žádné soutěži. | Juniorský tým nebyl přihlášen v žádné soutěži. | Juniorský tým nebyl přihlášen v žádné soutěži. | Juniorský tým nebyl přihlášen v žádné soutěži. | Juniorský tým nebyl přihlášen v žádné soutěži. | Juniorský tým nebyl přihlášen v žádné soutěži. | Juniorský tým nebyl přihlášen v žádné soutěži. | Juniorský tým nebyl přihlášen v žádné soutěži. | Juniorský tým nebyl přihlášen v žádné soutěži. |
| 2017/18             | Juniorská liga                                 | 1                                              | 30                                             | 11                                             | 8                                              | 11                                             | 53                                             | 54                                             | -1                                             | 41                                             | 8.                                             |                                                |
| 2018/19             | Juniorská liga (Základní část)                 | 1                                              | 21                                             | 10                                             | 4                                              | 7                                              | 46                                             | 40                                             | +6                                             | 34                                             | 4.                                             |                                                |
| 2018/19             | Juniorská liga (Nadstavba)                     | 1                                              | 9                                              | 1                                              | 1                                              | 7                                              | 9                                              | 31                                             | -22                                            | 4                                              | 10.                                            |                                                |